# 風流つまみ道場
風流つまみ道場（ふうりゅうつまみどうじょう）は、ラズウェル細木の漫画。週刊漫画TIMES連載。

## 登場人物
錦ちゃん
本名・錦之介。この物語の主人公。つまみの達人だが酒が弱い。独身。叔父さん一家が海外赴任している間、家を借りている。恵梨花ちゃんに告白しようとするも、タイミングを逃す。会社でも「つまみの達人」ということは知られている。
マユミさん　
錦ちゃんの部屋の隣に住む、未亡人。怖い顔の“ダーリン”をもっている。
辰五郎
本名・大門辰五郎。マユミのダーリン。顔が怖いのだが、「うなぎが怖い」「飛行機が嫌い」など、臆病な面ももっている。牛乳を飲むとお腹がくだる。
ママ
錦ちゃんがよく行く居酒屋「夕月」のママ。あまり料理が上手くない。冬でも暖かい料理が無い場合も。
恵梨花ちゃん　
錦ちゃんが心引かれる女性。父親はママの店の大家。美人だが酒乱。
桜本雪絵
会社員。かつてママの店で錦ちゃんの料理を食べたことがきっかけで常連に。
マスター
錦ちゃんが良くいく居酒屋「WINE Napa BEER」のマスター。店員にルミちゃんという女性がいる。いつも錦ちゃんを頼る。
坂本天馬
錦ちゃんの学生時代の友人。カオリという妻がいる。錦ちゃんを家に招いては一緒に飲むことが多い。

## 書誌情報
ラズウェル細木『風流つまみ道場』 芳文社〈芳文社コミックス〉、全4巻
1. （2006年4月発行）ISBN 4-8322-3051-4
2. （2007年10月発行）ISBN 978-4-8322-3099-6
3. （2009年5月発行）ISBN 978-4-8322-3154-2
4. （2010年5月発行）ISBN 978-4-8322-3204-4